# 江坂公園
江坂公園（えさかこうえん）は、大阪府吹田市江坂にある都市公園（近隣公園）。

## 概要
江坂は大阪都心から地下鉄で15分、かつて水田が広がっていた計画地周辺は、商業・業務施設やマンションなどの高層ビルが建ち並び、大阪市営地下鉄江坂駅東側にアトリウム内の大規模屋内緑化で知られる大同生命江坂ビルが隣接する。江坂駅は橋上駅であるため、動線の連続性を重視し、ペデストリアンブリッジを介した動線が確保された。ここを進むと、知らず知らずのうちに緑で埋め尽くされたアトリウムのなかに導かれる。このなかには、オフィスのロビー空間やカフェが位置し、建築内における緑に包まれた辻空間が形づくられている。

## 沿革
江坂公園は、1961年から吹田市が進めた区画整理事業の一環として開発された。当時この地域は新御堂筋線と地下鉄御堂筋線の乗り入れにより市街化が見込まれていたことから、最初の事業対象となった。構想では地区の中央に近隣公園を、周辺には児童公園を9箇所設ける計画となっていた。1969年に完成した。
その後1996年に改修。改修設計の担当は日建設計。
そして1997年、 江坂公園は「緑の丘」の公園としてリニューアルした。図書館・緑化推進施設・駐車場・駐輪場の施設はすべて床面を地上レベルより1.2m下に設置した半地下に設け、上部を「緑の丘」として市民に開放した。丘の上の通路は前述の大同生命ビルの2階レベルと直結し、駅からの動線を受けとめている。施設上部に公園としてのスペースを生み出し、大同生命ビルのコンセプトを継承したかたちとなっている。
2021年、吹田市は公募設置管理制度 (Park-PFI) により江坂公園および江坂図書館の指定管理者を公募し、2022年にグリーンホスピタルサプライに決定。2023年に再びリニューアルオープンし、レストラン等を新設した。

## 施設
- カスケード（階段型水景施設）
- ちびっこ広場
- わんぱく広場・わんぱく砦（大型木製複合遊具、ミニアスレチック場）
- ちびっこ砦（ローラー滑り台、水遊び、砂遊び　など）
- つどいの広場
- ロッククライミング施設
- 散策路
- 日時計の休憩所 カリヨンベルの時計
- モニュメント「星のシグナル」
- よそおいの花のテラス（屋上緑化）
- インナーガーデン（駐車場、江坂花とみどりの情報センター
- バオバブツリー（大型複合遊具）[9]、吹田市立江坂図書館の屋上。ハーブの展示(コンテナガーデンやハンギングバスケット)や休憩コーナー等。第17回大阪まちなみ賞受賞[10]）

## 交通
- Osaka Metro御堂筋線江坂駅から徒歩1分[2]。

江坂駅からは北口から大同生命ビルを抜けて直結でアクセスが可能。